# Stecknadelhorn
O Stecknadelhorn é uma montanha com 4241 m de altitude, pelo que faz parte dos 4000 dos Alpes, situada no Maciço dos Mischabel dos Alpes valaisanos, Suíça.
A primeira ascensão teve lugar a 8 de agosto de 1887 por Oscar Eckenstein e Matthias Zurbriggen.